# 艾尔克
艾尔克，是匈牙利赫维什州所辖的一个村。总面积21.68平方公里，总人口899，人口密度41.5人/平方公里（2011年1月1日）。